# Góry Jabłonowe
Góry Jabłonowe (ros. Яблоновый хребет, Jabłonowyj chriebiet) – łańcuch górski w azjatyckiej części Rosji.
Góry Jabłonowe położone są na Syberii, na wschód od Jeziora Bajkał i ciągną się z południowego zachodu na północny wschód, gdzie kontaktują się z leżącymi daleko na wschód Górami Stanowymi. Góry Jabłonowe stanowią wyraźny dział wodny między systemami rzecznymi uchodzącymi do Morza Arktycznego a systemami rzecznymi uchodzącymi do Oceanu Spokojnego.
Mimo iż Góry Jabłonowe wymieniane są w wielu encyklopediach i zaznaczane we wszystkich większych atlasach, informacje na ich temat są dość skąpe, a dane geograficzne na ich temat rozbieżne. Długość całego pasma wynosi około 650 km, według innych źródeł około 1600 km. Niektóre źródła podają maksymalną wysokość wynoszącą 1702 m n.p.m., inne wskazują, że najwyższymi szczytami są Wielki Sochando – 2505 m n.p.m. oraz Mały Sochando – 2404 m n.p.m.
Małe zainteresowanie tym pasmem spowodowane jest jego oddaleniem od głównych szlaków komunikacyjnych, trudnym dostępem, brakiem jakiejkolwiek infrastruktury turystycznej, a także jego niewielką atrakcyjnością z alpinistycznego punktu widzenia.
Góry Jabłonowe utworzone zostały podczas orogenezy assyntyjskiej (zwanej w Azji bajkalską) pod koniec proterozoiku lub na przełomie proterozoiku i dolnego kambru i przekształcone później podczas orogenezy kaledońskiej. W późniejszych okresach geologicznych góry uległy ponownemu wyniesieniu. Zbudowane są z granitów, łupków krystalicznych, gnejsów i piaskowców. Wierzchołki gór są spłaszczone i pokryte rumowiskiem skalnym. Góry są silnie zniszczone; szczyty i zbocza są łagodne. Do wysokości 1200–1400 m n.p.m. pokryte są tajgą. Tworzą ją jodły, świerki i limby. Od wysokości 1200–1400 m n.p.m. występuje tundra i rumowiska skalne.